# トリエル＝シュル＝セーヌ
トリエル＝シュル＝セーヌ （Triel-sur-Seine）は、フランス、イル＝ド＝フランス地域圏、イヴリーヌ県のコミューン。

## 地理
トリエルはセーヌ川に面したまちである。主として川の右岸に位置し、県北部のオーティル山地に広がる。ヴァル＝ドワーズ県と向かい合っており、サン＝ジェルマン＝アン＝レーの北西12kmに位置する。自治体の面積は川に浮かぶエルニエール島、プラテ島の北半分を占めている。
コミューンは農村空間がその面積の約69%を占め、市街区は334.7ヘクタールと、全体の24.3%である。農村空間を占めているのは森林で、412.6ヘクタールで、コミューン面積全体の約30%を占め、コミューンの北に集中している。農業用地は166ヘクタール、全体の12%で、まちの南東に集まる。農作物は穀物と菜種である。農村空間の残りは水辺と分割される。

## 交通
まちの主要道路は県道190号線である。まち中心部で交差し、セーヌ川右岸からル・ペックとリメーに接続する。まちの北東部を県道22号線が通過し、ピュトー・ポントワーズとカリエール＝シュル＝セーヌを結ぶ。
セーヌ川には2本の橋が架かる。古い方は、ヴェルヌイエとの間に架かるトリール吊り橋である。まち南部には、エルニエール島を横断する橋が2003年9月に竣工した。この橋はセーヌ右岸と左岸とを結ぶ環状道路の一部となっている。
パリのサン・ラザール駅発マント駅経由のコンフラン＝サントノリーヌ行き路線（fr）がコミューンを通過する。トランジリアンJ線のトリエル＝シュル＝セーヌ駅がある。送電系統管理部（fr）の2本の高圧電線が、まちの南部から東西方向に交差している。

## 歴史
セーヌ川に浮かぶ3つの島々を意味するラテン語名、Triellumが古い名である。ローマ人の街道は川を渡ったところにあった。1221年の憲章においてフィリップ2世がトリエルにville affranchieの地位を授けた。18世紀後半、フランス民法典の編集者である政治家トレアール（fr）、モラリストのセバスティアン＝ロック・ド・シャンフォール（fr）、彫刻家のウードンらが邸宅を構えた。オクターヴ・ミルボーやポール・フォールもトリエルで暮らした。
19世紀末まではワインの村で、ガメイ種のブドウからピッコロというワインをわずかに生産していた。フィロキセラがワイン生産に致命傷を与えた（19世紀フランスのフィロキセラ禍）。ワイン生産の歴史は、コミューン紋章の中のブドウのつるとして描かれている。

## 人口統計
| 1962年 | 1968年 | 1975年 | 1982年 | 1990年 | 1999年 | 2006年 |
| ------ | ------ | ------ | ------ | ------ | ------ | ------ |
| 4766   | 5635   | 6944   | 7882   | 9615   | 11091  | 11834  |

参照元:1962年までEHESS、1968年以降INSEE · 

## ゆかりの人物
- ヴェロニク・サンソン - 歌手。トリエルのセーヌ左岸に居住
- ギ・ド・モーパッサン - トリエルのセーヌ川右岸に居住していた。

## 姉妹都市
- ゼーリゲンシュタット、ドイツ
- レザーヘッド、イギリス